# 笹森卯一郎
笹森 卯一郎（ささもり うちろう、1867年2月18日〈慶応3年1月14日〉 - 1911年〈明治44年〉6月12日）は日本の牧師、教育者である。

## 生涯

### 幼少期・学生時代
津軽（弘前）藩士の家に生まれ、1885年(明治18年)に東奥義塾を卒業し、1885年8月に本多庸一より洗礼を受ける。同年9月からアメリカに渡り、デポー大学で学び哲学博士号を取得する。

### 牧師時代
1893年(明治26年)に帰国し、1894年(明治27年)より長崎市の出島メソジスト教会牧師に就任する。

### 教育者
そして、鎮西学館(のちの鎮西学院)の哲学講師を務めた。1904年(明治37年)鎮西学館の副館長になる。

### 鎮西学館館長
そして、1906年(明治39年)日本人初の鎮西学館の館長に就任する。同年6月に鎮西学院と改名する。1907年中学部を正規の中学校とし、高等部を置いた。
1910年(明治43年)鎮西学院が本館が火事により全焼する。3月13日校舎再建のために工事現場を見回る。その際に二階から落ちた梁で胸を強打する。この怪我が原因で、翌年1911年(明治44年)6月12日に死去する。

## 親族
- 浅田良逸 - 弟。陸軍中将、貴族院男爵議員。
- 笹森順造 - 弟。東奥義塾塾長、青山学院院長、衆議院議員、参議院議員、復員庁総裁、賠償庁長官。